# Jeanette Biedermann
Jeanette Biedermann (születési nevén Jean Biedermann) (Bernau bei Berlin, 1981. február 22. –) német énekesnő, színésznő és televíziós személyiség.
Hatévesen egy gyermekcirkusszal lépett föl, később pedig szépészeti iskolába járt, mielőtt megnyerte a Bild-Schlagerwettbewerb tehetségkutatót 1998-ban. Ezt követően zenei pályájára koncentrált. 1999-ben 4. helyezett lett az Eurovíziós Dalfesztivál német nemzeti válogatóján, majd megkapta a Gute Zeiten, schlechte Zeiten szappanopera egyik főszerepét, amely meghozta számára az ismertséget. 2000-ben megjelent első albuma, az Enjoy!, melyet 2001-ben a Delicious követett, mindkettő angol nyelven.
2002-től megpróbálta megújítani imázást, így a pop-rock irányába mozdult el, következő három nagylemeze is ebben a stílusban jelent meg: Rock My Life (2002), Break On Through (2003), Naked Truth (2006). Hosszabb kihagyást követően főszerepet kapott egy újabb telenovellában (Anna und die Liebe), 2009-ben pedig kiadta újabb stúdióalbumát (Undress to the Beat), amelynek sikere azonban elmaradt korábbi lemezeiétől. 2012-től 2019-ig az Ewig német nyelvű együttes vezető énekesnője volt. 2019-ben kiadta DNA című, ez idáig utolsó nagylemezét.
Biedermann zsűritagként szerepelt több német tehetségkutató műsorban illetve tévésorozatban, köztük a Tetthely bűnügyi sorozatban is. Több mint 10 millió eladott lemezével a 2000-es évek egyik legsikeresebb német előadójának számít. Munkásságát többek között két ECHO-díjjal, egy Goldene Kamera-díjjal és egy Top of the Pops-díjjal ismerték el. 

## Diszkográfia

### Stúdióalbumok
- Enjoy! (2000)
- Delicious (2001)
- Rock My Life (2002)
- Break On Through (2003)
- Merry Christmas (2004)
- Naked Truth (2006)
- Undress to the Beat (2009)
- DNA (2019)